# Danny Fox
Daniel „Danny“ Fox (* 29. Mai 1986 in Winsford) ist ein schottischer Fußballspieler, der seit 2019 bei Wigan Athletic unter Vertrag steht.

## Karriere

### Verein
Fox wurde in Winsford, in der Grafschaft Cheshire geboren. Er durchlief die Jugendabteilung vom FC Everton, jedoch blieb ihm ein Einsatz in der Kampfmannschaft verwehrt. Ende 2004 war er an den schottischen Verein FC Stranraer verliehen, dort absolvierte er 11 Spiele, wobei ihm ein Tor gelang. Im Sommer wechselte Fox ablösefrei zum englischen Klub FC Walsall, für den er 99 Ligaspiele absolvierte. Im Januar 2008 wurde er von englischen Zweitligisten Coventry City verpflichtet, für den er 57 Spiele absolvierte. Im Juli 2009 wurde der sofortige Wechsel zu Celtic Glasgow bekannt gemacht; dort sollte er fortan primär die Position des linken Verteidigers bekleiden.
Im Winter 2010 wechselte er zum englischen Klub FC Burnley. Im Sommer 2011 folgte der Wechsel zum FC Southampton.
Am 30. Januar 2014 wechselte er auf Leihbasis zum Zweitligisten Nottingham Forest. Am Saisonende verpflichtete Forest Fox auf fester Vertragsbasis.

### Nationalmannschaft
Nachdem Fox im März 2007 ein Spiel für Englands U-21-Auswahl absolviert hatte, entschied er sich gut zwei Jahre später, für Schottland zu spielen und debütierte am 14. November 2009 bei der 0:3-Niederlage gegen Wales.